# U-Bahnhof Wutzkyallee

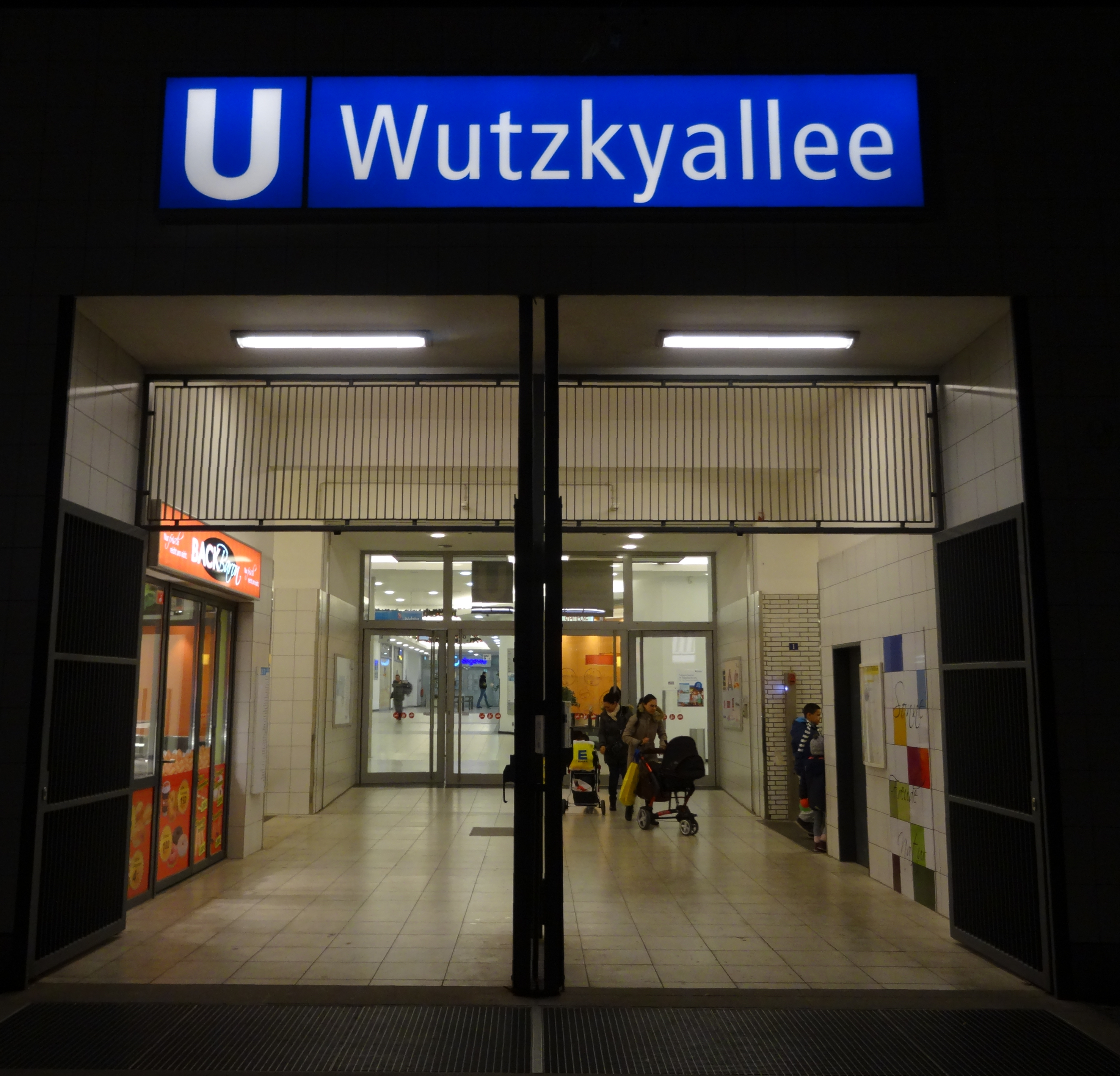
Bahnhofseingang

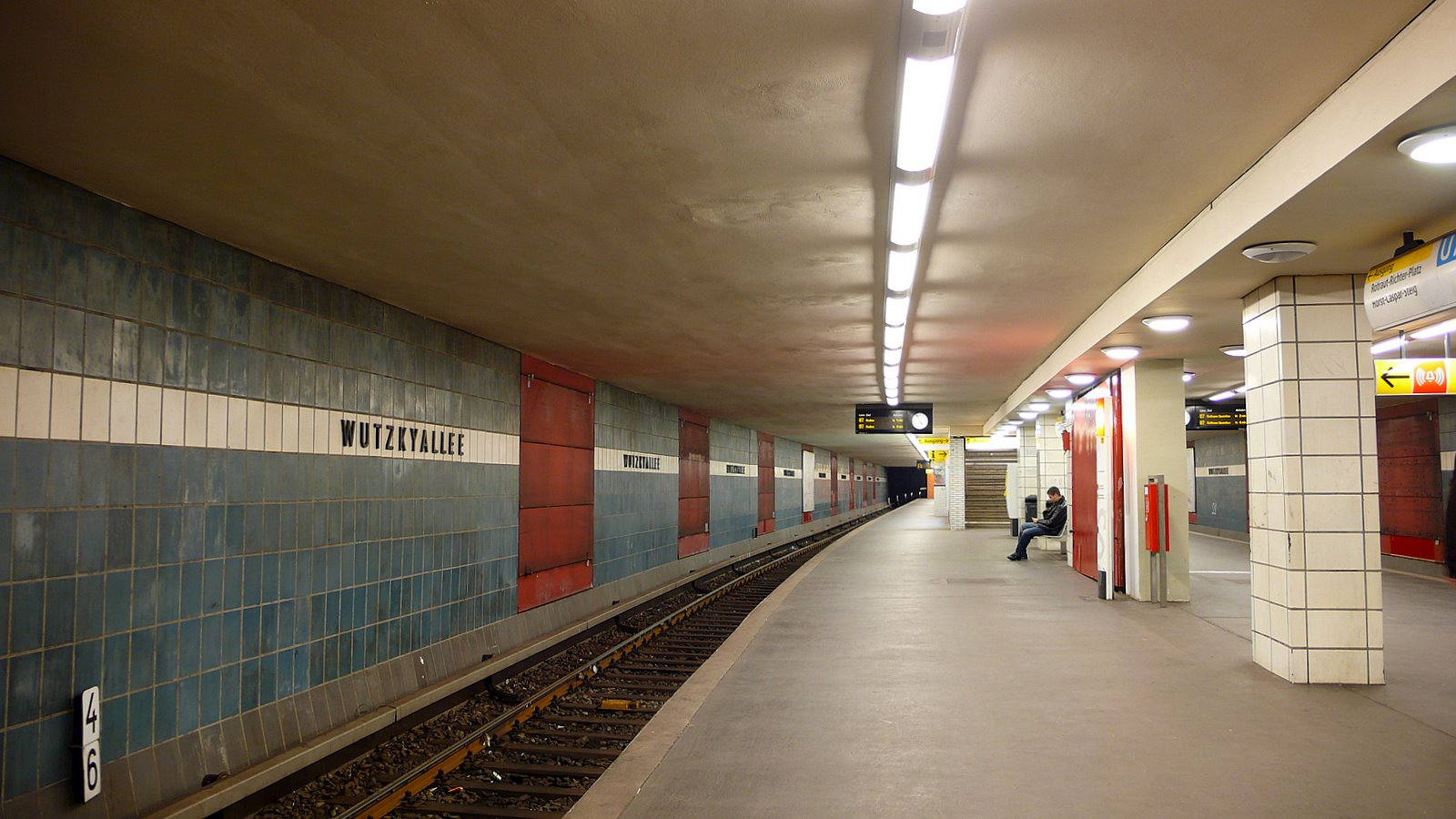
Bahnsteig

Der U-Bahnhof Wutzkyallee ist eine Station der Berliner U-Bahn-Linie U7 benannt nach dem deutschen Gewerkschafter und Politiker Emil Wutzky. Er wurde am 2. Januar 1970 im Zuge der Verlängerung bis zum Zwickauer Damm eröffnet und ist 858 Meter vom U-Bahnhof Lipschitzallee sowie 629 Meter vom U-Bahnhof Zwickauer Damm entfernt. Die Station liegt im Ortsteil Gropiusstadt, im Bahnhofsverzeichnis der BVG trägt der Bahnhof das Kürzel Wk.
Der Innenraum des Bahnhofs wurde ursprünglich vom Architekten Rainer G. Rümmler gestaltet. Auch hier legte man Wert auf Schlichtheit. Der Bahnhof verfügt über einen Mittelbahnsteig mit einer Treppenanlage in der Mitte, die in eine Vorhalle führt. Die Gestaltung ist der des Bahnhofs Lipschitzallee ähnlich, allerdings wurden die Farbverhältnisse umgedreht. Hier sind die Wandfliesen blau gestaltet und die Mittelstützen weiß. Die blaue Wand wird nur durch einen durchgängigen weißen Streifen unterbrochen, auf dem der Stationsname steht. Bahnsteig und Decke sind in Grau gehalten. 
Ab Spätsommer 2014 wurde der U-Bahnhof – wie auch das darübergelegene Wutzky-Center – umgebaut mit dem Ziel, einen neuen Ausgang in das Center zu integrieren sowie einen zweiten Ausgang Richtung Norden zu schaffen und den Bahnhof mittels Aufzug barrierefrei zu gestalten. Bereits für 2013 war ursprünglich eine Sanierung der unterirdischen Anlagen geplant. Der Aufzug konnte im Dezember 2015 in Betrieb genommen werden, zusammen mit dem Einbau eines Blindenleitsystems sowie der Anpassung der Bahnsteigkantenhöhe ist der Bahnhof seitdem barrierefrei zugänglich. Die Kosten für den barrierefreien Ausbau werden mit 2,9 Millionen Euro angegeben. Der neue nördliche Treppenausgang wurde im Februar 2016 eröffnet. Auch die Hintergleiswände wurden im Zuge der Grundsanierung neu gestaltet und zeigen nun u. a. Fotos aus der Frühzeit der Gropiusstadt. Insgesamt lagen die Sanierungs- und Umbaukosten bei 5,5 Millionen Euro.

## Anbindung
| Linie | Verlauf |
| ----- | --- |
|       | Rathaus Spandau – Altstadt Spandau – Zitadelle – Haselhorst – Paulsternstraße – Rohrdamm – Siemensdamm – Halemweg – Jakob-Kaiser-Platz – Jungfernheide – Mierendorffplatz – Richard-Wagner-Platz – Bismarckstraße – Wilmersdorfer Straße – Adenauerplatz – Konstanzer Straße – Fehrbelliner Platz – Blissestraße – Berliner Straße – Bayerischer Platz – Eisenacher Straße – Kleistpark – Yorckstraße – Möckernbrücke – Mehringdamm – Gneisenaustraße – Südstern – Hermannplatz – Rathaus Neukölln – Karl-Marx-Straße – Neukölln – Grenzallee – Blaschkoallee – Parchimer Allee – Britz-Süd – Johannisthaler Chaussee – Lipschitzallee – Wutzkyallee – Zwickauer Damm – Rudow |

Der U-Bahnhof wird ausschließlich von der Linie U7 bedient. Es bestehen keine Umsteigemöglichkeiten zu anderen Linien des öffentlichen Nahverkehrs.